# Lautaro Blanco
Lautaro Emanuel Blanco (Rosario, 19 febbraio 1999) è un calciatore argentino, difensore del Boca Juniors.

## Caratteristiche tecniche
È un terzino sinistro adattabile anche al centro della difesa.

## Carriera

### Club

#### Rosario Central
Cresciuto nel settore giovanile del Rosario Central, debutta fra i professionisti il 3 novembre 2020 in occasione del match di Copa Diego Armando Maradona vinto 2-1 contro il Godoy Cruz.

##### Elche
Il 6 agosto 2022 viene acquistato dall'Elche Club de Fútbol per una cifra vicina ai due milioni di euro. Debutta ufficialmente il 6 gennaio 2023, in occasione del match disputato contro il Celta Vigo. Con il club spagnolo disputa 27 partite e fornisce due assist.

###### Boca Juniors
Nel 2024 viene acquisito dal Boca Juniors. Debutta il 5 febbraio 2022 nella vittoria per due a zero ottenuta contro il Club Atlético Tigre. Si stabilisce velocemente nell'undici titolare, mettendo a referto un grande assist contro i rivali del River Plate, grazie a cui i gialloblu strappano un punto importante in trasferta.

### Nazionale
Nel marzo del 2023, Blanco ha ricevuto dal CT Lionel Scaloni la sua prima convocazione con la nazionale maggiore argentina, in vista di due incontri amichevoli contro Panama e Curaçao.

## Statistiche

### Presenze e reti nei club
Statistiche aggiornate al 16 marzo 2025.
| Stagione               | Squadra                | Campionato             | Campionato | Campionato | Coppe nazionali | Coppe nazionali | Coppe nazionali | Coppe continentali | Coppe continentali | Coppe continentali | Altre coppe | Altre coppe | Altre coppe | Totale | Totale |
| Stagione               | Squadra                | Comp                   | Pres       | Reti       | Comp            | Pres            | Reti            | Comp               | Pres               | Reti               | Comp        | Pres        | Reti        | Pres   | Reti   |
| ---------------------- | ---------------------- | ---------------------- | ---------- | ---------- | --------------- | --------------- | --------------- | ------------------ | ------------------ | ------------------ | ----------- | ----------- | ----------- | ------ | ------ |
| 2019-2020              | Rosario Central        | PD                     | 0          | 0          | CA+CdL          | 1+12            | 0               | -                  | -                  | -                  | -           | -           | -           | 13     | 0      |
| 2021                   | Rosario Central        | PD                     | 22         | 0          | CA+CdL          | 0+11            | 0               | CS                 | 10                 | 0                  | -           | -           | -           | 43     | 0      |
| 2022                   | Rosario Central        | PD                     | 25         | 0          | CA+CdL          | 1+14            | 0               | -                  | -                  | -                  | -           | -           | -           | 40     | 0      |
| Totale Rosario Central | Totale Rosario Central | Totale Rosario Central | 47         | 0          |                 | 39              | 0               |                    | 10                 | 0                  |             | -           | -           | 96     | 0      |
| gen.-giu. 2023         | Elche                  | PD                     | 17         | 0          | CR              | 1               | 0               | -                  | -                  | -                  | -           | -           | -           | 18     | 0      |
| 2023-gen. 2024         | Elche                  | SD                     | 10         | 0          | CR              | 2               | 0               | -                  | -                  | -                  | -           | -           | -           | 12     | 0      |
| Totale Elche           | Totale Elche           | Totale Elche           | 27         | 0          |                 | 3               | 0               |                    | -                  | -                  |             | -           | -           | 30     | 0      |
| 2024                   | Boca Juniors           | PD                     | 21         | 0          | CA+CdL          | 4+13            | 0               | CS                 | 8                  | 0                  | -           | -           | -           | 46     | 0      |
| 2025                   | Boca Juniors           | PD                     | 5          | 0          | CA              | 0               | 0               | CL                 | 1                  | 0                  | Cmc         | -           | -           | 6      | 0      |
| Totale Boca Juniors    | Totale Boca Juniors    | Totale Boca Juniors    | 26         | 0          |                 | 17              | 0               |                    | 9                  | 0                  |             | -           | -           | 52     | 0      |
| Totale carriera        | Totale carriera        | Totale carriera        | 100        | 0          |                 | 59              | 0               |                    | 19                 | 0                  |             | -           | -           | 178    | 0      |